# Günther Hepp
Günther Hepp (Obermarchtal, 25 marzo 1909 – Nanga Parbat, 15 giugno 1937) è stato un alpinista e medico tedesco, componente della spedizione alpinistica tedesca al Nanga Parbat del 1937. Trovò la morte nel tentativo di scalare la settima vetta più alta del mondo.

## Biografia
Nacque il 25 marzo 1909 a Obermarchtal sul Danubio e proveniva da un'antica famiglia di contadini: suo nonno era conciatore e agricoltore e possedeva una fattoria vicino a Mengen, che ancora oggi porta il suo nome. Visse a Wiesensteig fino all'età di 6 anni, poi la famiglia seguì il padre quando fu nominato medico generico a Odenheim. Frequentò la scuola superiore a Bruchsal, dove trascorse anni viaggiando in treno dalla casa dei suoi genitori a scuola insieme agli operai delle fabbriche. Il movimento giovanile, in cui era attivamente coinvolto, lo formò in una persona fisicamente forte e seria, si dedicò fin da giovane allo studio della filosofia, dell'arte e della storia. Viaggiò attraverso la Svevia in bicicletta e a piedi, ammirando la campagna, i castelli e la storia tedesca di questo paese. Grazie alla profonda conoscenza della musica, maturata attraverso la cultura musicale appresa in casa dai suoi genitori, volle sempre ascoltare  buona musica classica e in seguito era solito frequentare concerti nel dopo lavoro, perché per lui "erano sinonimo di relax". 
A casa, fu sempre suggestionato dalla figura del padre medico, dedito alla cura dei malati, tanto che egli, dopo il diploma di scuola superiore nel 1928, si iscrisse alla facoltà di medicina. Fino agli esami di medicina studiò all'università di Heidelberg e Friburgo, ove si iscrisse all'"Academic Ski Club"  e cominciò a  intraprendere le sue prime escursioni in montagna. Ben presto, le scalate difficili e difficilissime in montagna entrarono a far parte del suo diario di viaggio e le montagne non lo abbandonarono mai più. Dopo l'esame preliminare, studiò per un semestre a Vienna ove fu impressionato dalla miseria del proletariato di questa grande città. Gli studi a Vienna gli permisero di scoprire il lato artistico, felice, vivibile e quasi spensierato del suo essere. Nei semestri successivi, fino all'esame di Stato del 1933 e fino al dottorato del 1934, visse a Monaco di Baviera. Qui si formò alpinisticamente frequentando il Club Alpino Accademico e lo Sci Club Accademico.
Secondo Karl von Kraus fu grazie alla sua personale capacità creativa che Günther Hepp fu uno dei primi a cogliere le qualità rigorose proprie dell'alpinismo e a trasmetterle alle generazioni successive. Il suo amore appassionato per il suo lavoro gli lasciò negli ultimi anni poco tempo per le attività in montagna, ma quando parlava dei monti, nelle sue parole si percepiva tanta energia che le sue espressioni avevano una forza enorme, quasi affascinante. Nel 1936  Paul Bauer gli chiese di prendere parte alla spedizione nel Sikkim in Himalaya ed effettuò con essa la prima scalata del monte Simvo (6.812 m) e del Siniolchu (6.897 m); lavorò come cameraman per il film documentario “La battaglia per l’Himalaya”. Non mancò neppure alla spedizione alpinistica tedesca al Nanga Parbat del 1937 guidata da Karl Wien e Hepp fu selezionato con Hans Hartmann e Martin Pfeffer in quanto membri dell'"Akademikälski Club München" ed avevano già svolto un ruolo chiave nell'organizzazione delle due precedenti spedizioni al Nanga Parbat nel 1932 e nel 1934. Hepp morì il 15 giugno con altri sedici alpinisti travolto da una valanga di ghiaccio sul Nanga Parbat a un'altitudine di 6.200 m.

## Carriera alpinistica
- 1936 Partecipante alla spedizione tedesca al Sikkim-Himalaya.
- 1936 Salita al Simvo, 6.545 m, (Sikkim-Himalaya, Nepal).
- 1936  Prima salita al Siniolchu-versante nord, 5.800 m, (Himalaya, India/Nepal).
- 1936  Prima salita sul versante Siniolchu fino a 6.400 m, (6.891 m). (area di Zemu Sikkim, Himalaya, Nepal/Tibet).
- 1937 Partecipante alla spedizione al Nanga Parbat, (Himalaya, Pakistan)[1].
- 1937 Salita lungo il versante del Nanga Parbat fino a 6.200 m, (8.125 m.), (Himalaya, Pakistan)[2][3].